# Kasia Wilk
Katarzyna Wilk (sinh ngày 3 tháng 1 năm 1982 tại Lubin) là một ca sĩ nhạc blues người Ba Lan, thường được biết đến với nghệ danh Kasia Wilk.
Vào năm 2008, Kasia Wilk bắt đầu sự nghiệp solo với đĩa đơn "Pierwszy raz". Đĩa đơn này đạt vị trí 51 trên bảng xếp hạng âm nhạc Polish National Top 50 của Ba Lan. Trước đó, cô từng là giọng ca chính của các nhóm nhạc KTO TO, Dreamland và Groovestreet. Năm 2004, Kasia Wilk nhận giải thưởng tại Liên hoan quốc gia về bài hát Ba Lan tại Opole trong buổi lễ tưởng nhớ nghệ sĩ Anna Jantar.

## Đĩa nhạc

### Album solo
| Tựa đề    | Chi tiết                                                                             |
| --------- | ------------------------------------------------------------------------------------ |
| Unisono   | - Phát hành: 03-11-2008 - Hãng đĩa: My Music - Định dạng: CD, download               |
| Drugi raz | - Phát hành: 28-11-2011 - Hãng đĩa: Universal Music Poland - Định dạng: CD, download |

### Album cộng tác
| Tựa đề                        | Chi tiết                                                                  | Xếp hạng | Doanh số       | Chứng chỉ   |
| Tựa đề                        | Chi tiết                                                                  | POL      | Doanh số       | Chứng chỉ   |
| ----------------------------- | ------------------------------------------------------------------------- | -------- | -------------- | ----------- |
| Jedenaście (với KTO TO)       | - Phát hành: 26-09-2005 - Hãng đĩa: My Music - Định dạng: CD, download    | 3        |                |             |
| Eudaimonia (với Mezo và Tabb) | - Phát hành: 16-10-2006 - Hãng đĩa: UMC Records - Định dạng: CD, download | 17       | - POL: 15,000+ | - POL: Vàng |